# Бенковац Фужински
Бенковац Фужински је насељено место у саставу општине Фужине у Приморско-горанској жупанији, Република Хрватска.

## Историја
До територијалне реорганизације у Хрватској насеље се налазило у саставу старе општине Делнице.

## Становништво
На попису становништва 2011. године, Бенковац Фужински је имао 33 становника.